# Mary Kathleen
Mary Kathleen est une ville fantôme et une ancienne mine d'uranium abandonnée dans le Queensland en Australie, située entre les villes de Cloncurry et Mount Isa.
La localité a été fondée dans les années 1860. De l'uranium a été trouvé par Clem Walton et Norm McConachy en 1954. Le nom du lieu vient du nom de la femme de McConachy. L'exploitation d'uranium a commencé en 1956. 4 080 tonnes d'oxyde d'uranium ont été extraites jusqu'en 1963. La mine est restée inexploitée jusqu'en 1974 et l'exploitation a repris jusqu'en 1982, date à laquelle le minerai a été épuisé. Le site a été réhabilité, et la plupart des bâtiments ont été détruits. En 1961, la population était de 981 habitants.